# Associazione Sportiva Cittadella 2011-2012
Questa voce raccoglie le informazioni riguardanti l'Associazione Sportiva Cittadella nelle competizioni ufficiali della stagione 2011-2012.

## Stagione
Nella stagione 2011-2012 il Cittadella è alla sua sesta partecipazione al campionato di Serie B, questo è il quarto anno consecutivo nel campionato cadetto. Lo staff tecnico dello scorso anno è stato confermato quindi ci sarà ancora Claudio Foscarini a guidare, per il settimo anno consecutivo, la squadra veneta. Nel girone di andata il Cittadella raccoglie 28 punti, poi nel girone di ritorno ha un calo vistoso, che la porta alle soglie dei Play-out. Si è affidato alle reti di Nunzio Di Roberto in doppia cifra con 10 centri, che hanno permesso ai veneti di mettersi in sicurezza, raggiungendo l'obiettivo stagionale con due giornate di anticipo. Nella Coppa Italia il Cittadella supera nel secondo turno di qualificazione il Pisa (3-2), poi nel terzo turno esce dal torneo superata (2-1) dalla Fiorentina.

## Organigramma societario
Area direttiva
- Presidente: Andrea Gabrielli
- Vice Presidente: Giancarlo Pavin
- Amministratore delegato: Mauro Michelini
- Direttore generale: Stefano Marchetti

Area sicurezza
- Responsabile impianti sportivi: Remo Poggiana
- Responsabile impianti tecnici: Silvio Bizzotto
- Responsabile sicurezza: Alessandro Bressa
- Responsabile videosorveglianza: Andrea De Rossi e Rudy Borin

Area organizzativa
- Segretario generale: Claudio Cappelletti
- Responsabile amministrativo: Maurizio Tonin e Daniele Ceccato
- Responsabile biglietteria: Gianfranco Cavallari

Area comunicazione e marketing
- Addetto Stampa: Stefano Albertin
- Ufficio marketing: Federico Cerantola

Area tecnica
- Allenatore: Claudio Foscarini
- Vice Allenatore: Giulio Giacomin
- Preparatore dei portieri: Piero Gennari
- Preparatore atletico: Andrea Redigolo
- Massaggiatore: Giovanni Pivato e Dino Saranzo
- Dirigente accompagnatore: Lino Pierobon e Giuseppe Silvestri
- Magazziniere: Severino Civiero e Antonio Sgarbossa

Settore giovanile
- Responsabile: Lucio Fasolato
- Segretario: Alberto Toso
- Allenatore primavera: Stefano Romanin
- Preparatore atletico primavera: Alessandro Paratore
- Preparatore portieri primavera: Nereo Favaro
- Massaggiatore primavera: Massimo Raimondi

Area sanitaria
- Responsabile sanitario: Ilario Candido
- Medico Sociale: Roberto Bordin

## Rosa
| N. |                    | Ruolo | Calciatore               |
| -- | ------------------ | ----- | ------------------------ |
| 1  | Italia (bandiera)  | P     | Andrea Pierobon          |
| 2  | Italia (bandiera)  | D     | Ferdinando Vitofrancesco |
| 3  | Italia (bandiera)  | D     | Francesco Scardina       |
| 5  | Italia (bandiera)  | D     | Michele Pellizzer        |
| 7  | Italia (bandiera)  | A     | Nunzio Di Roberto        |
| 8  | Italia (bandiera)  | C     | Oscar Branzani           |
| 9  | Italia (bandiera)  | A     | Samuel Di Carmine        |
| 10 | Italia (bandiera)  | C     | Tommaso Bellazzini       |
| 11 | Francia (bandiera) | A     | Robert Maah              |
| 13 | Italia (bandiera)  | A     | Antonio Di Nardo         |
| 14 | Italia (bandiera)  | D     | Luca Martinelli          |
| 17 | Italia (bandiera)  | D     | Edoardo Gorini           |
| 19 | Italia (bandiera)  | C     | Daniele Baselli          |

| N. |                      | Ruolo | Calciatore             |
| -- | -------------------- | ----- | ---------------------- |
| 20 | Italia (bandiera)    | C     | Riccardo Martignago    |
| 21 | Francia (bandiera)   | C     | Alexis Carra           |
| 22 | Argentina (bandiera) | C     | Julián Magallanes      |
| 23 | Italia (bandiera)    | C     | Andrea Paolucci        |
| 24 | Italia (bandiera)    | D     | Alberto Marchesan      |
| 26 | Italia (bandiera)    | D     | Christopher Zanvettori |
| 27 | Camerun (bandiera)   | C     | Thomas Job             |
| 29 | Italia (bandiera)    | D     | Daniele Gasparetto     |
| 31 | Italia (bandiera)    | A     | Massimiliano Busellato |
| 51 | Italia (bandiera)    | D     | Simone Ciancio         |
| 56 | Italia (bandiera)    | D     | Andrea De Vito         |
| 71 | Italia (bandiera)    | P     | Alex Cordaz            |
| 80 | Italia (bandiera)    | C     | Eros Schiavon          |

## Risultati

### Campionato

#### Girone di andata
| Arbitro: | Irrati (Pistoia) |

|                                  |           |                     |
| Gasparetto 19’ Vitofrancesco 50’ | Marcatori | 14’ (rig.) Regonesi |

| Arbitro: | Cervellera (Taranto) |

|             |           |                |
| Sgrigna 82’ | Marcatori | 84’ Di Roberto |

| Arbitro: | Tozzi (Ostia Lido) |

|                |           |                                 |
| Gasparetto 22’ | Marcatori | 18’, 67’ Cuffa 43’, 82’ Ruopolo |

| Arbitro: | Giacomelli (Trieste) |

|                                  |           |  |
| Marchi 61’ G. Sansone 86’ (rig.) | Marcatori |  |

| Arbitro: | Baratta (Salerno) |

|                                           |           |                         |
| Schiavon 63’ Maah 79’, 84’ Di Carmine 89’ | Marcatori | 29’ Paro 67’ Abbruscato |

| Arbitro: | Palazzino (Ciampino) |

|                              |           |  |
| Jonathas 29’ El Kaddouri 55’ | Marcatori |  |

| Arbitro: | Di Paolo (Avezzano) |

|                       |           |                                                   |
| Bellazzini 37’ (rig.) | Marcatori | 2’ Catania 45+2’ Di Maio 90+4’ (rig.) L. Castaldo |

| Arbitro: | Di Bello (Brindisi) |

|                            |           |  |
| Maah 56’ Vitofrancesco 90’ | Marcatori |  |

| Arbitro: | Merchiori (Ferrara) |

|               |           |  |
| Sansovini 57’ | Marcatori |  |

| Arbitro: | Irrati (Pistoia) |

|                      |           |  |
| Maah 8’ Di Nardo 27’ | Marcatori |  |

| Genova 22 ottobre 2011, ore 15:00 11ª giornata | Sampdoria            | 0 – 0 | Cittadella | Stadio Luigi Ferraris\| Arbitro: \| Palazzino (Ciampino) \| |
| Arbitro:                                       | Palazzino (Ciampino) |       |            |                                                             |

| Arbitro: | Mariani (Aprilia) |

|                       |           |                                 |
| Bellazzini 13’ (rig.) | Marcatori | 16’ N. Ferrari 22’ Hallfredsson |

| Arbitro: | Baratta (Salerno) |

|             |           |  |
| Boisfer 89’ | Marcatori |  |

| Arbitro: | Candussio (Cervignano del Friuli) |

|  |           |                       |
|  | Marcatori | 35’ (rig.) Di Roberto |

| Arbitro: | Di Bello (Brindisi) |

|                             |           |                                  |
| Martinelli 33’ Schiavon 75’ | Marcatori | 54’ Schiattarella 90+1’ Paulinho |

| Arbitro: | Di Paolo (Avezzano) |

|  |           |              |
|  | Marcatori | 69’ Schiavon |

| Arbitro: | Viti (Campobasso) |

|  |           |           |
|  | Marcatori | 43’ Calil |

| Arbitro: | Gallione (Alessandria) |

|                           |           |                  |
| Bogliacino 50’ Donati 77’ | Marcatori | 38’ Job 80’ Maah |

| Arbitro: | Giacomelli (Trieste) |

|                                       |           |                           |
| Di Roberto 5’ Maah 58’ Di Carmine 85’ | Marcatori | 26’ Rizzo 54’ Campagnacci |

| Arbitro: | Gavillucci (Latina) |

|                                  |           |          |
| Scozzarella 8’ Erpen 12’ Sau 57’ | Marcatori | 28’ Maah |

| Arbitro: | Merchiori (Ferrara) |

|                                    |           |          |
| Vitofrancesco 45+3’ Di Carmine 72’ | Marcatori | 54’ Mori |

#### Girone di ritorno
| Arbitro: | Ostinelli (Como) |

|           |           |               |
| Laner 37’ | Marcatori | 44’ Busellato |

| Arbitro: | Irrati (Pistoia) |

|               |           |               |
| Gasparetto 6’ | Marcatori | 17’ Antenucci |

| Arbitro: | Baracani (Firenze) |

|              |           |  |
| Trevisan 84’ | Marcatori |  |

| Cittadella 31 gennaio 2012, ore 20:45 25ª giornata | Cittadella       | 0 – 0 | Sassuolo | Stadio Piercesare Tombolato\| Arbitro: \| Pinzani (Empoli) \| |
| Arbitro:                                           | Pinzani (Empoli) |       |          |                                                               |

| Arbitro: | Giacomelli (Trieste) |

|              |           |                                                 |
| Paolucci 89’ | Marcatori | 23’ Di Nardo 50’, 55’ Di Carmine 61’ Di Roberto |

| Arbitro: | Viti (Campobasso) |

|  |           |                  |
|  | Marcatori | 9’, 84’ Jonathas |

| Arbitro: | Cervellera (Taranto) |

|  |           |                |
|  | Marcatori | 10’ Di Roberto |

| Arbitro: | Mariani (Aprilia) |

|                                   |           |  |
| Ardemagni 43’, 45’ Di Gennaro 81’ | Marcatori |  |

| Arbitro: | Merchiori (Ferrara) |

|               |           |                           |
| Busellato 14’ | Marcatori | 29’ Sansovini 67’ Insigne |

| Arbitro: | Di Paolo (Avezzano) |

|                                |           |                                     |
| Sforzini 14’ Caridi 31’ (rig.) | Marcatori | 47’ Busellato 72’ (rig.) Di Roberto |

| Arbitro: | Baratta (Salerno) |

|                       |           |                |
| Di Roberto 38’ (rig.) | Marcatori | 34’, 43’ Pellè |

| Arbitro: | Nasca (Bari) |

|                               |           |                                  |
| Tachtsidis 14’ Gomez 30’, 57’ | Marcatori | 72’ (aut.) Abbate 90+4’ Di Nardo |

| Arbitro: | Viti (Campobasso) |

|                             |           |               |
| Di Nardo 14’ Di Roberto 25’ | Marcatori | 75’ Mario Rui |

| Arbitro: | Gallione (Alessandria) |

|              |           |                                       |
| Di Nardo 69’ | Marcatori | 41’ Papa Waigo 55’ Soncin 59’ Parfait |

| Arbitro: | Giancola (Vasto) |

|             |           |                      |
| Dionisi 59’ | Marcatori | 42’ Di Nardo 74’ Job |

| Arbitro: | Baratta (Salerno) |

|  |           |             |
|  | Marcatori | 12’ De Luca |

| Arbitro: | Cervellera (Taranto) |

|                             |           |              |
| Calil 55’, 70’ C. Ciano 67’ | Marcatori | 20’ Di Nardo |

| Arbitro: | Mariani (Aprilia) |

|                       |           |  |
| Di Roberto 27’ (rig.) | Marcatori |  |

| Arbitro: | Gavillucci (Latina) |

|                                 |           |                                 |
| Armellino 35’ A. Viola 64’, 77’ | Marcatori | 36’ Ciancio 52’, 76’ Di Carmine |

| Arbitro: | Di Bello (Brindisi) |

|  |           |                |
|  | Marcatori | 60’ Falcinelli |

| Arbitro: | Calvarese (Teramo) |

|                                            |           |                              |
| Tavano 14’ Pierobon 57’ (aut.) Lazzari 66’ | Marcatori | 8’ Di Roberto 87’ Di Carmine |

### Coppa Italia
| Arbitro: | Candussio (Cervignano del Friuli) |

|                                                     |           |                              |
| D. Raimondi 32’ (aut.) Schiavon 58’ Martinelli 108’ | Marcatori | 21’ Carparelli 41’ Tremolada |

| Arbitro: | Russo (Nola) |

|                         |           |                |
| Gilardino 10’ Cerci 47’ | Marcatori | 37’ Di Carmine |